# 邁克·傑米森
邁克·傑米森（英語：Michael Jamieson；1988年8月5日—）是一位蘇格蘭游泳運動員。他擅長蛙泳項目。在2012年倫敦奧運會200米蛙泳的比賽上，他獲得了銀牌。他的父親是位足球運動員。